# Jürgen Roelandts
Jürgen Roelandts (Asse, 2 luglio 1985) è un ex ciclista su strada belga. Velocista, professionista dal 2008 al 2020, nel 2008 ha vinto il titolo nazionale in linea.

## Carriera

### Gli esordi
Nato ad Asse, Roelandts iniziò a giocare a calcio a Liedekerke e nell'Eendracht Aalst. A quindici anni optò invece per il ciclismo, continuando sulle orme di nonno e padre, corridori anch'essi. Iniziò nel 2001, come junior, nel Mez Team Belgium: durante l'anno divenne campione del Belgio a cronometro a Torhout, e vinse il Tour d'Anvers e il Circuit du Meetjesland. Nel 2002 si laureò campione belga in linea Juniores, concluse secondo all'Omloop der Vlaamse Ardennen, e fu convocato in Nazionale per i campionati del mondo. Alla fine dell'anno passò alla Sweet Paradise-Quick Step. Nella stagione 2003 ottenne sette vittorie, con successi di tappa al Münsterland Giro (due), alla Liège-La Gleize e al Tour de l'Abitibi, prove della Coppa del mondo UCI Juniors.

### 2004-2007: gli anni da Under-23
Nel 2004 seguì dei corsi di educazione fisica alla Vrije Universiteit Brussel e fu costretto ad abbandonare l'attività nel periodo estivo. La carriera da Under-23 iniziò nella Jong Vlaanderen 2016, con cui riuscì a vincere il titolo di campione del Brabante Fiammingo e una tappa del Tour de la Province de Namur. Nel 2005 la Jong Vlaanderen 2016 diventò Bodysol-Win for Life-Jong Vlaanderen e fu invitata al Giro del Belgio, dove Roelandts terminò quarto nella quinta tappa, primo piazzamento di rilievo in una corsa professionistica. Terminò inoltre ottavo al Nationale Sluitingsprijs; il suo unico successo fu invece alla Gooikse Pijl.
Nella stagione 2006 ottenne una quarantina di piazzamenti nei primi dieci, e vinse una tappa al Tour de Normandie, al Tour du Loir-et-Cher, al Tour de la Province de Namur e di nuovo il campionato del Brabante fiammingo; vinse anche la classifica a punti al Tour de Bretagne e chiuse terzo al Circuit de Wallonie. Al termine della stagione firmò un precontratto con la Davitamon-Lotto per il 2008. La Bodysol-Win for Life cambiò nuovamente nome nel 2007, diventando Davitamon-Win for Life: in stagione Roelandts vinse la Parigi-Tours Espoirs e ancora la classifica a punti al Tour de Bretagne, ottenendo inoltre il diploma universitario.

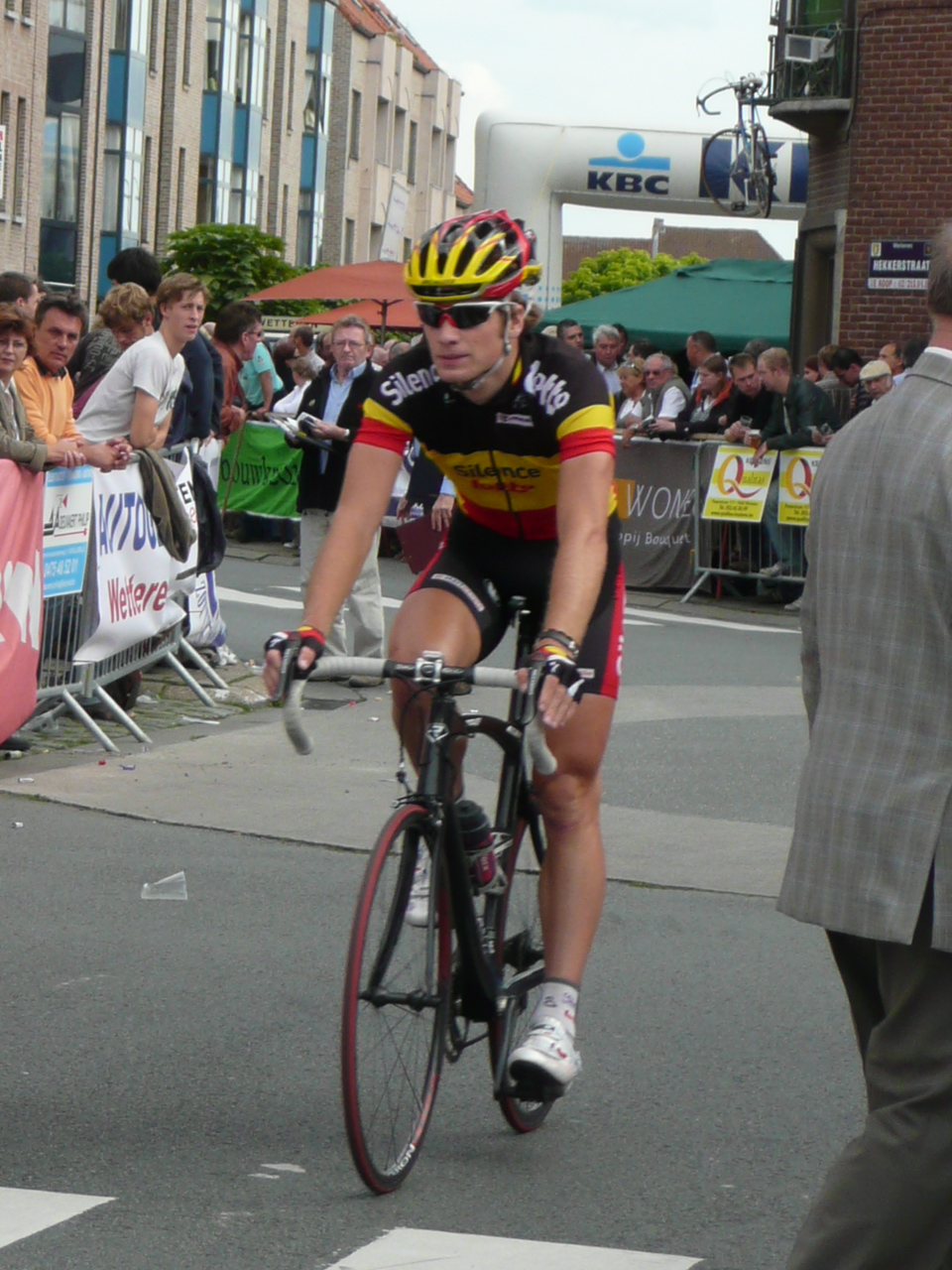
Roelandts in maglia di campione nazionale nel 2009

### 2008-2011: le prime stagioni nel professionismo
Passò professionista nel 2008 con la Silence-Lotto. Alla fine di gennaio si classificò quinto nella seconda tappa del Tour of Qatar e nella classifica generale, vinta dal connazionale Tom Boonen. In febbraio terminò secondo nella terza tappa della Volta ao Algarve dietro Robert Förster, mentre a marzo ottenne lo stesso piazzamento nella Nokere Koerse, battuto da Wouter Weylandt. Successivamente non venne convocato per il Giro delle Fiandre dal direttore sportivo della Lotto Marc Sergeant; partecipò invece alla Parigi-Roubaix al posto di Gorik Gardeyn. Tra fine maggio e inizio giugno concluse quinto nella seconda tappa del Giro del Belgio e secondo nella quinta. Dopo aver corso un buon Tour de Suisse, senza tuttavia vittorie, il 29 giugno conquistò, al primo anno da pro, il titolo nazionale in linea Elite, precedendo sul traguardo ciclisti come Niko Eeckhout, Greg Van Avermaet e Tom Boonen; tra settembre e ottobre vinse quindi una tappa al Tour de Pologne e una al Circuit Franco-Belge.
Nel 2009, ancora in maglia Silence, non andò oltre i secondi posti in una tappa alla Quatre Jours de Dunkerque e in due frazioni al Tour de Pologne, i terzi posti in una tappa della Vuelta a Andalucía e al Tour de Rijke, e i quarti posti alla Dutch Food Valley Classic e al Grote Prijs Stad Zottegem. Durante la stagione partecipò anche al Giro delle Fiandre e al suo primo Grande Giro, la Vuelta a España. Al debutto nella stagione 2010, in maglia Omega Pharma-Lotto, si classificò ottavo al Tour Down Under; concluse poi sesto alla Gand-Wevelgem e ai campionati nazionali in linea, e quarto nella tappa degli Champs-Élysées al Tour de France di quell'anno; nel finale di stagione fu invece secondo in una frazione dell'Eneco Tour e terzo al Memorial Rik Van Steenbergen. Nel 2011 si classificò invece secondo all'E3 Harelbeke, preceduto di un minuto da Fabian Cancellara, sesto alla Vattenfall Cyclassics, quarto al Grand Prix Cycliste de Montréal e infine quinto, e miglior belga, nella volata vinta da Mark Cavendish che decise i campionati del mondo di Copenaghen.

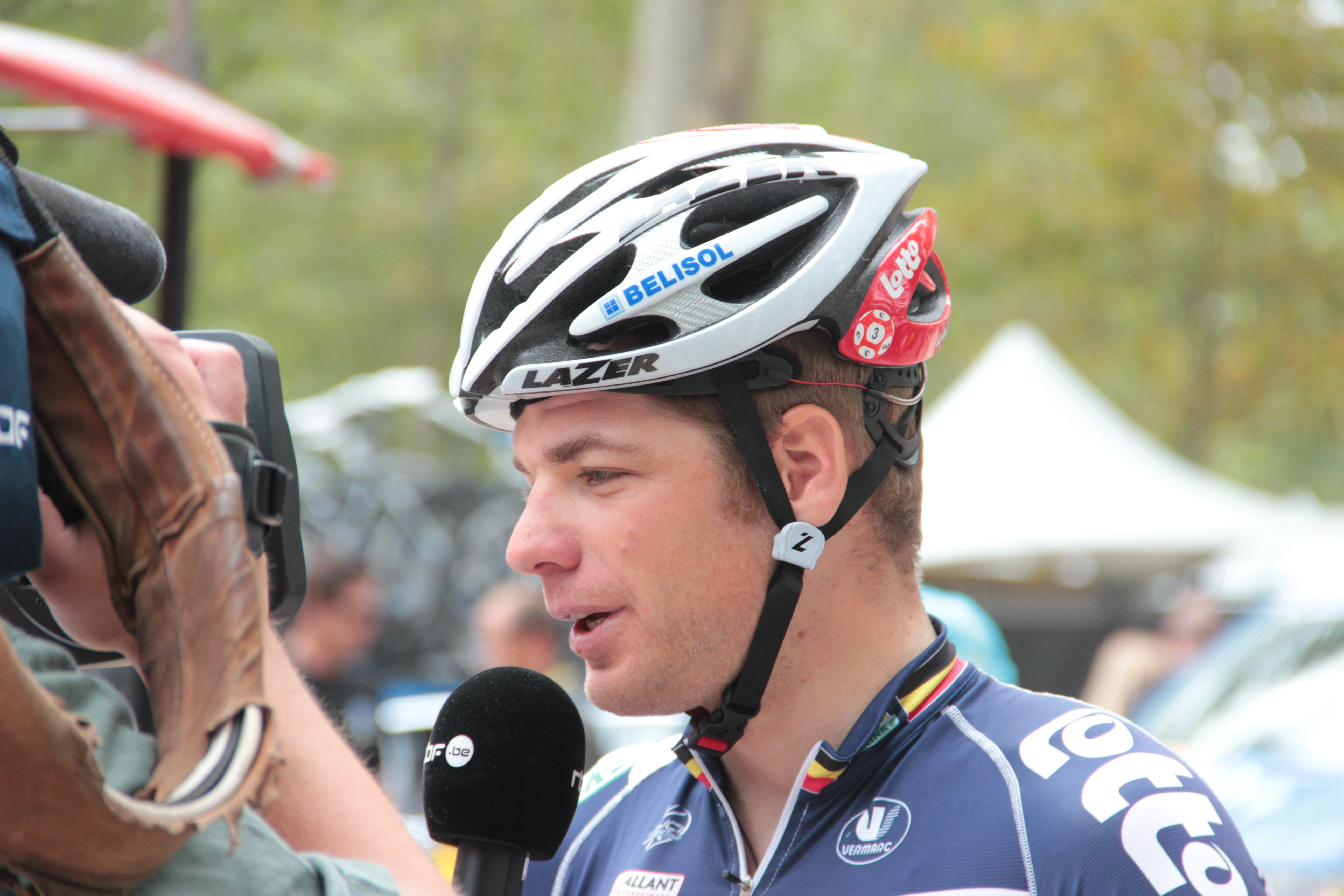
Roelandts al Tour de France 2012

### 2012-2020: il ritorno al successo e gli ultimi anni
Nel 2012, in maglia Lotto (ex Silence), tornò al successo con la vittoria nella quarta tappa del Tour de Luxembourg, e in una frazione e nella classifica generale dell'Eurométropole Tour; durante la stagione fu selezionato anche per la prova in linea su strada dei Giochi olimpici di Londra, che concluse al settimo posto (miglior belga al traguardo). Nel 2013 ottenne il primo piazzamento sul podio in una Classica monumento, chiudendo al terzo posto il Giro delle Fiandre alle spalle di Fabian Cancellara e Peter Sagan; in quella stessa stagione vinse anche una tappa e la classifica a punti al Tour Méditerranéen, e chiuse quarto al Grand Prix de Ouest-France a Plouay. L'anno dopo fu secondo in una tappa del Tour Down Under e terzo, con due podi parziali, nella classifica finale del Tour of Qatar. Anche nel 2015 non colse successi: si classificò comunque settimo alla Gand-Wevelgem e ottavo al Giro delle Fiandre, secondo in una frazione del Tour de Suisse e ai campionati nazionali in linea, quinto al Grand Prix de Ouest-France e infine terzo e vincitore della classifica a punti al Tour de l'Eurométropole.
Nel 2016 si piazzò terzo alla Milano-Sanremo, superato in volata da Arnaud Démare e Ben Swift; durante l'anno vestì anche per un giorno la maglia di leader al Tour de Suisse e fu quarto ai campionati nazionali in linea. Nella stagione seguente concluse invece quarto alla Vuelta a Murcia, terzo in una tappa della Tirreno-Adriatico e quarto allo Scheldeprijs.
Nel 2018 cambiò maglia, lasciando Lotto dopo dieci anni e andando a vestire la divisa del BMC Racing Team. Con la nuova formazione si mise in evidenza già nella gara di esordio, la Volta a la Comunitat Valenciana, in cui colse due successi, nella terza tappa, una cronometro a squadre, e nella quinta e ultima tappa, risoltasi in volata. Si piazzò poi quinto alla Milano-Sanremo (quarto nella volata del gruppo anticipato da Vincenzo Nibali), quinto nella tappa di Imola al Giro d'Italia e quinto nella tappa di apertura del Tour of Britain. Nel 2019, con il ridimensionamento del team BMC, passò al Movistar Team, ma in stagione non andò oltre un quarto posto di tappa al BinckBank Tour. L'annata successiva, in cui si piazzò decimo alla Kuurne-Bruxelles-Kuurne e settimo al Giro della Toscana, fu la sua ultima da professionista: il 15 ottobre 2020 annunciò infatti il ritiro dalle corse.

## Palmarès
- 2002 (Juniores)

Campionato belga, Prova in linea Junior
- 2004 (Jong Vlaanderen 2016)

6ª tappa Tour de la Province de Namur
- 2005 (Bodysol-Win for Life)

Gooikse Pijl
- 2006 (Bodysol-Win for Life)

2ª tappa Tour de Normandie (Forges-les-Eaux > Aubevoye)
2ª tappa Tour du Loir-et-Cher (Nouan-le-Fuzelier > Lamotte-Beuvron)
3ª tappa Tour de la Province de Namur (Chevetogne > Florennes)
- 2007 (Davitamon-Win for Life)

3ª tappa Ronde van Vlaams-Brabant
Parigi-Tours Espoirs
- 2008 (Silence-Lotto, tre vittorie)

Campionati belgi, Prova in linea
5ª tappa Tour de Pologne (Nałęczów > Rzeszów)
3ª tappa Circuit Franco-Belge (Mouscron > Mouscron)
- 2012 (Lotto, tre vittorie)

4ª tappa Tour de Luxembourg (Mersch > Lussemburgo)
1ª tappa Eurométropole Tour (La Louvière > Menin)
Classifica generale Eurométropole Tour
- 2013 (Lotto, una vittoria)

5ª tappa Tour Méditerranéen (Bandol > Grasse)
- 2018 (BMC, una vittoria)

5ª tappa Volta a la Comunitat Valenciana (Paterna > Valencia)

### Altri successi
- 2006 (Bodysol-Win for Life)

Classifica a punti Tour de Bretagne
- 2007 (Davitamon-Win for Life)

Classifica a punti Tour de Bretagne
- 2008 (Silence-Lotto)

Strombeek-Bever (Criterium)
Antwerpen (Derny)
GP Stad Kortrijk (Criterium)
Classifica a punti Eneco Tour
Kortemark (Criterium)
- 2009 (Silence-Lotto)

Classifica a punti Tour de Pologne
Classifica sprint Giro del Belgio
- 2010 (Omega Pharma)

Classifica giovani Tour Down Under
- 2012 (Lotto)

Lombardsijde-Middelkerke (Derny)
Classifica a punti Eurométropole Tour
- 2013 (Lotto)

Classifica a punti Tour Méditerranéen
- 2015 (Lotto)

Classifica a punti Tour de l'Eurométropole
- 2018 (BMC, una vittoria)

3ª tappa Volta a la Comunitat Valenciana (Benitachell > Calp, cronosquadre)

## Piazzamenti

### Grandi Giri
- Giro d'Italia

2016: non partito (13ª tappa)
2018: 124º
- Tour de France

2010: 119º
2011: 85º
2012: 104º
2013: 160º
2014: 111º
2016: 126º
2017: 136º
- Vuelta a España

2009: 120º

### Classiche monumento
- Milano-Sanremo

2009: 90º
2010: 101º
2011: 34º
2013: 16º
2014: 23º
2015: 11º
2016: 3º
2017: 83º
2018: 5º
2019: 149º
- Giro delle Fiandre

2010: 86º
2011: 54º
2013: 3º
2014: ritirato
2015: 8º
2016: 17º
2017: ritirato
2018: 27º
2019: 68º
- Parigi-Roubaix

2008: ritirato
2010: 39º
2011: 14º
2013: 43º
2015: 21º
2016: 78º
2017: 22º
2018: ritirato
2019: ritirato

### Competizioni mondiali
- Campionati del mondo su strada

Zolder 2002 - Cronometro Juniores: 31º
Zolder 2002 - In linea Juniores: 50º
Hamilton 2003 - In linea Juniores: 81º
Melbourne 2010 - In linea Elite: ritirato
Copenaghen 2011 - In linea Elite: 5º
Limburgo 2012 - Cronosquadre: 17º
Limburgo 2012 - In linea Elite: 35º
Toscana 2013 - Cronosquadre: 13º
Richmond 2015 - Cronosquadre: 7º
Doha 2016 - In linea Elite: 14º
- Giochi olimpici

Londra 2012 - In linea: 7º